# Calcarius ornatus
Calcarius ornatus là một loài chim trong họ Calcariidae.

## Hình ảnh

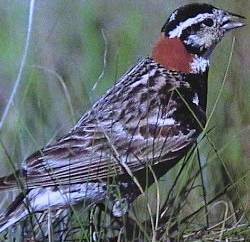
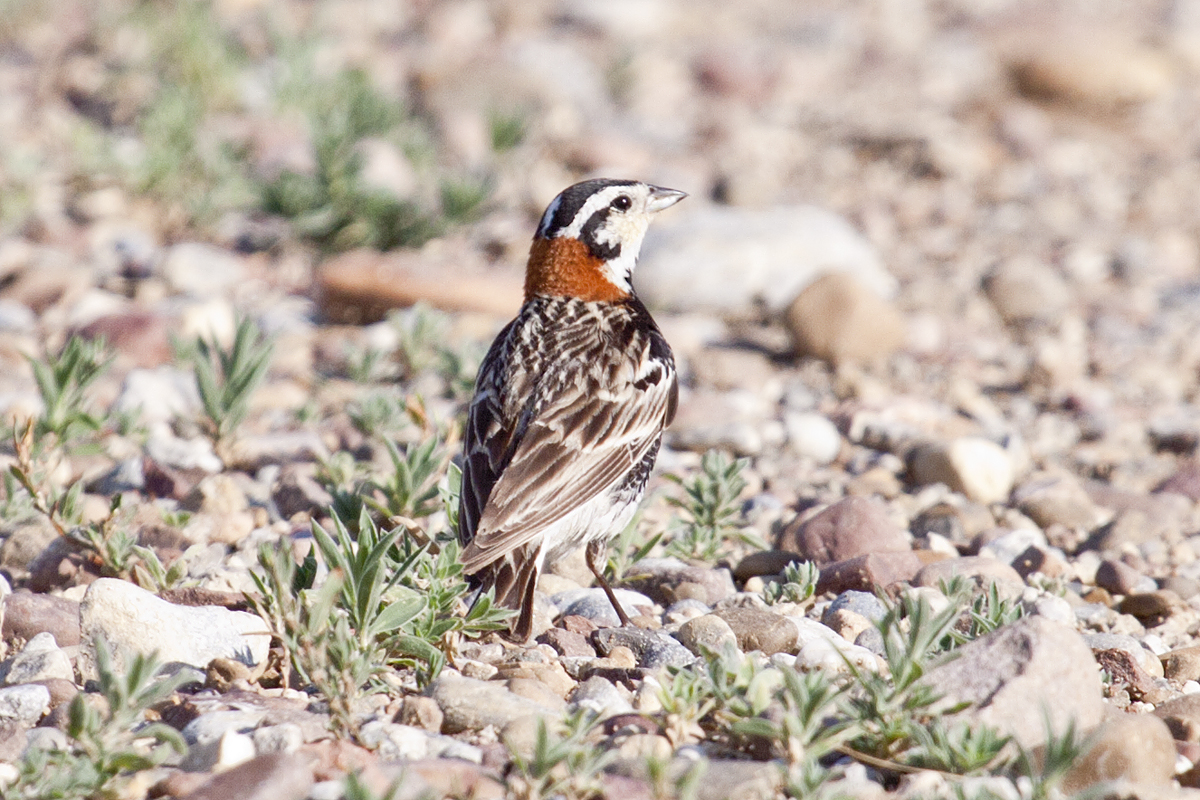